# 贾思敏莫哈末
贾思敏·莫哈末，马来西亚政治人物，国阵巫统籍，曾经于1995年至2013年担任槟城州立法议会双溪赖议员 。

## 个人荣誉
- 檳城：
  -  槟城护国效忠勋章（DSPN）—拿督（2005年）[3]